# For Me, It's You
| Recensione    | Giudizio |
| ------------- | -------- |
| AllMusic      | [ 1 ]    |
| Rolling Stone | [ 2 ]    |
| Sputnikmusic  | [ 3 ]    |

For Me, It's You è il quarto album del gruppo rock statunitense Train, pubblicato nel 2006 dalla Columbia Records. Il primo singolo dell'album, Cab, è stato pubblicato alla radio nel novembre del 2005. Il secondo e il terzo singolo, "Give Myself to You" e "Am I Reaching You Now" sono stati pubblicati a metà del 2006.
L'album è stato accolto con successo dalla critica, ma ha visto la delusione commerciale. Nonostante il debutto alla decima posizione della Billboard 200, è rapidamente calato di posizioni in classifica, ed è stato l'unico album della band a non essere caratterizzato da un singolo nella Billboard Hot 100 negli Stati Uniti.

## Tracce
Tutte le canzoni sono state scritte dai Train, salvo dove diversamente indicato.
1. "All I Ever Wanted" – 4:05
2. "Get Out" – 3:24
3. "Cab" – 3:23
4. "Give Myself to You" – 3:22
5. "Am I Reaching You Now" – 3:44
6. "If I Can't Change Your Mind" (Bob Mould) – 3:07
7. "All I Hear" – 3:29
8. "Shelter Me" – 3:35
9. "Explanation" – 4:30
10. "Always Remember" – 3:33
11. "I'm Not Waiting in Line" – 3:41
12. "Skyscraper" – 3:54
13. "For Me, It's You" – 4:28

### Bonus Track
- "Coming Home" – Disponibile solo nell'edizione venduta ai Target stores negli Stati Uniti.
- "I Wanna Believe" – Traccia esclusiva dell'edizione venduta sull'iTunes store statunitense.

## Singoli
1. "Cab", pubblicato il 15 novembre 2005
2. "Give Myself to You", pubblicato nel 2006
3. "Am I Reaching You Now", pubblicato nel 2006

## Staff
- Patrick Monahan – voce
- Jimmy Stafford – chitarra
- Scott Underwood – batteria
- Brandon Bush – tastiera
- Johnny Colt – basso

### Musicisti aggiuntivi
- Eddie Horst – accordi nelle tracce 1, 3, 10 e 13
- Brendan O'Brien – "tutti gli altri strumenti"

## Classifiche
Album
| Anno | Classifica                    | Posizione |
| ---- | ----------------------------- | --------- |
| 2006 | Billboard 200                 | 10        |
| 2006 | Billboard Top Internet Albums | 10        |

Singoli
| Anno | Singolo              | Classifica                        | Posizione |
| ---- | -------------------- | --------------------------------- | --------- |
| 2005 | "Cab"                | Billboard Adult Top 40            | 9         |
| 2006 | "Cab"                | Billboard Adult Contemporary      | 19        |
| 2006 | "Cab"                | Hot Adult Contemporary Tracks     | 19        |
| 2006 | "Cab"                | Billboard Top 40 Adult Recurrents | 2         |
| 2006 | "Give Myself to You" | Billboard Hot Adult Top 40 Tracks | 34        |